# Druha Liha 1992
La Druha Liha 1992 è stata la 1ª edizione della terza serie del campionato armeno di calcio. La stagione è iniziata il 4 aprile del 1992 ed è terminata il 4 luglio successivo.

## Stagione

### Novità
Si tratta della prima edizione della terza divisione del campionato ucraino, a seguito del crollo dell'Unione Sovietica.

### Formato
Le diciotto sono suddivise in due gironi da nove squadre ciascuno. Le ultime cinque classificate, retrocedono in Tretja Liha. Non sono previste promozioni.

## Classifiche

### Gruppo A
|  | Pos. | Squadra                  | Pt | G  | V | N | P | GF | GS | DR  |
|  | ---- | ------------------------ | -- | -- | - | - | - | -- | -- | --- |
|  | 1.   | Dnister Žališčyky        | 21 | 16 | 8 | 5 | 3 | 15 | 13 | +2  |
|  | 2.   | Hazovyk Komarne          | 20 | 16 | 8 | 4 | 4 | 24 | 17 | +7  |
|  | 3.   | Javir Krasnopillja       | 20 | 16 | 8 | 4 | 4 | 21 | 19 | +2  |
|  | 4.   | Zirka                    | 19 | 16 | 8 | 3 | 5 | 35 | 24 | +11 |
|  | 5.   | Andezyt Chust            | 18 | 16 | 7 | 4 | 5 | 23 | 22 | +1  |
|  | 6.   | Olimpik Charkiv          | 15 | 16 | 5 | 5 | 6 | 23 | 26 | -3  |
|  | 7.   | Elektron Romny           | 12 | 16 | 5 | 2 | 9 | 22 | 29 | -7  |
|  | 8.   | Lysonja Berežany         | 10 | 16 | 2 | 6 | 8 | 14 | 21 | -7  |
|  | 9.   | Promin' Volja Baranec'ka | 9  | 16 | 1 | 7 | 8 | 22 | 28 | -6  |

Legenda:
      Retrocessa in Tretja Liha 1992-1993
Note:
Due punti a vittoria, uno a pareggio, zero a sconfitta.

### Gruppo B
|  | Pos. | Squadra             | Pt | G  | V  | N  | P  | GF | GS | DR  |
|  | ---- | ------------------- | -- | -- | -- | -- | -- | -- | -- | --- |
|  | 1.   | Bažanovec' Makiïvka | 23 | 16 | 10 | 3  | 3  | 25 | 8  | +17 |
|  | 2.   | Tytan Armjans'k     | 21 | 16 | 8  | 5  | 3  | 19 | 10 | +9  |
|  | 3.   | Meliorator Kachovka | 21 | 16 | 8  | 5  | 3  | 21 | 16 | +5  |
|  | 4.   | Družba Osypenko     | 21 | 16 | 5  | 11 | 0  | 17 | 8  | +9  |
|  | 5.   | Prometej Šachtars'k | 20 | 16 | 8  | 4  | 4  | 27 | 10 | +17 |
|  | 6.   | Okean Kerč          | 17 | 16 | 6  | 5  | 5  | 16 | 10 | +6  |
|  | 7.   | Hirnyk Charcyz'k    | 9  | 16 | 4  | 1  | 11 | 10 | 33 | -23 |
|  | 8.   | Antracyt Kirovs'ke  | 7  | 16 | 2  | 3  | 11 | 15 | 32 | -17 |
|  | 9.   | More Feodosija      | 5  | 16 | 1  | 3  | 12 | 2  | 25 | -23 |

Legenda:
      Retrocessa in Tretja Liha 1992-1993
Note:
Due punti a vittoria, uno a pareggio, zero a sconfitta.